# Verchneural'sk
Verchneural'sk (in russo Верхнеура́льск?) è una città situata nell'oblast' di Čeljabinsk, in Russia. Fondata nel 1734, Verchneural'sk ha ricevuto lo status di città nel 1981 ed è capoluogo del Verchneural'skij rajon.
La città si trova sulla riva sinistra del fiume Ural, 230 km a sud-ovest di Čeljabinsk.